# Jean Vanier
Jean Vanier (ur. 10 września 1928 w Genewie, zm. 7 maja 2019 w Paryżu) – kanadyjski działacz społeczny i filantrop, organizator katolickich wspólnot religijnych L’Arche, w których opieką nad niepełnosprawnymi intelektualnie zajmują się dzielący z nimi życie pełnosprawni, współtwórca ruchu Wiara i Światło.

## Życiorys
Był synem Georges’a Vaniera i Pauline Vanier, z d. Thompson. Miał czworo rodzeństwa: Thérèse (1923–2014), Georgesa (ur. 1925), Bernarda (ur. 1927) i Michela (ur. 1941). Urodził się w Genewie, gdzie jego ojciec pracował jako członek kanadyjskiej delegacji wojskowej uczestniczącej w pracach Ligi Narodów, od 1931 mieszkał z rodzicami w Londynie, od lata 1939 w Paryżu, gdzie jego ojciec od stycznia 1939 był posłem kanadyjskim. W lipcu 1940 wraz z rodzeństwem i babcią powrócił do Kanady (na pokładzie MS „Batory”), gdzie wkrótce dołączyli do niego rodzice. W Montrealu podjął naukę w Loyola High School, ale w maju 1942 powrócił do Wielkiej Brytanii, gdzie rozpoczął naukę w Królewskiej Szkole Royal Navy w Dartmouth. Po ukończeniu szkoły w grudniu 1945 został członkiem załogi okrętu szkoleniowego HMS „Frobisher”, po ukończeniu rejsu szkoleniowego został przydzielony do załogi HMS „Vanguard” w stopniu midszypmena, od 1948 służył na kanadyjskim HMCS „Magnificent”.
W 1950 opuścił służbę wojskową i przyłączył się do wspólnoty Woda Żywa, którą o. Thomas Philippe OP prowadził w Soisy-sur-Seine. W 1952 został po wyjeździe o. Philippe do Rzymu mianowany dyrektorem tej wspólnoty, w 1956 został odwołany z tego stanowiska. W latach 1956–1961 mieszkał m.in. w Bellefontaine, Crulai, Fatimie, od 1960 w Törbel w Szwajcarii i od wiosny 1961 w Paryżu. Pracował w tym czasie nad pracą doktorską Szczęście jako zasada i cel etyki arystotelesowskiej, którą w 1962 obronił w Institut Catholique w Paryżu. Następnie zaproponowano mu pracę wykładowcy etyki w St. Michael’s College Uniwersytetu w Toronto, jednak prowadził wykłady tylko czasowo, nie zdecydował się na podjęcie stałej pracy i powrócił do Francji.
Od 1964 zamieszkał w Trosly-Breuil, gdzie mieszkał o. Philippe. Tam dał początek wspólnocie L’Arche, której nazwa nawiązuje do biblijnej arki Noego. Początkowo mieszkał z dwoma niepełnosprawnymi intelektualnie mężczyznami, Raphealem Simim i Philippe’em Seuxem. W następnych miesiącach i latach zamieszkali w domu Arki kolejni mieszkańcy, zarówno osoby niepełnosprawne, jak i wolontariusze (tzw. asystenci). Już w 1965 wspólnota liczyła ok. 50 osób i miała pod swoją opieką dwa domy (przejęła bowiem odpowiedzialność za likwidowany dom dla osób niepełnosprawnych), starając się połączyć wymagania profesjonalnej opieki medyczno-socjalnej z budowaniem wspólnoty o fundamencie chrześcijańskim, w kolejnych latach kolejne domy wspólnoty powstawały na wszystkich kontynentach. W maju 2019 roku ruch obejmował 154 wspólnoty na całym świecie.
Jean Vanier łączył kierowanie L’Arche z aktywną działalnością rekolekcyjną i odczytową na całym świecie. W 1971 zainicjował wraz z Marie-Hélène Mathieu ruch Wiara i Światło. W 1975 zrezygnował z funkcji koordynatora międzynarodowego L’Arche, od 1980 nie pełnił już we wspólnocie żadnych stanowisk. W dalszym ciągu mieszkał w domu wspólnoty w Trosly-Breuil, był aktywny publicznie, przypominał o konieczności zagwarantowania osobom z upośledzeniem umysłowym godnych warunków życia i należnego miejsca w społeczeństwie, podkreślając, że chodzi nie tyle o „zajmowanie się” osobami niepełnosprawnymi, co wspólne życie z nimi.
W 2015 uhonorowany Nagrodą Templetona, a w 2016 r. wstęgą Komandora Orderu Legii Honorowej. Pochowany na cmentarzu w Trosly-Breuil.

## Wykorzystywania seksualne kobiet
22 lutego 2020 r. kierownictwo L’Arche International poinformowało w komunikacie prasowym o wynikach dochodzenia, które na ich zlecenie przeprowadziła niezależna brytyjska organizacja GCPS w sprawie działalności Jeana Vaniera oraz jego związków z ojcem Thomasem Philippe’em, którego uważał za swojego duchowego mentora. Dochodzenie objęło lata 1970–2005 i ujawniło wiarygodne i spójne świadectwa sześciu dorosłych kobiet, z których każda poinformowała, że Jean Vanier, prowadząc podwójne życie nawiązał z nimi stosunki seksualne. Kobiety nie miały wzajemnie wcześniej żadnej wiedzy o sobie. Zgłosiły podobne fakty wykorzystywania seksualnego, manipulacji w sferze emocjonalnej. Relacje wywarły znaczący negatywny wpływ na ich życie osobiste i późniejsze relacje. Potwierdzono również podjęcie przez Jeana Vaniera pewnych dewiacyjnych, pseudomistycznych teorii i praktyk ojca Thomasa Philippe’a. Wśród wykorzystanych były wolontariuszki i siostry zakonne. Publikując komunikat, przedstawiciele L’Arche podkreślali, że wśród wykorzystywanych kobiet nie było niepełnosprawnych.

## Publikacje
- Wspólnota miejscem radości i przebaczenia[a]
- In Weakness, Strength
- Tears of Silence
- Eruption to Hope
- Followers of Jesus
- Be Not Afraid
- Community and Growth
- The Challenge of L’Arche (antologia)
- I Walk with Jesus
- Man and Woman He Made Them
- The Broken Body: Journey to Wholeness
- I Meet Jesus
- Images of Love: Words of Hope
- A Network of Friends: Letters of Jean Vanier to the Friends
- From Brokenness to Community
- Jesus, The Gift of Love
- An Ark for the Poor: The Story of L’Arche
- The Heart of L’Arche
- Our Journey Home
- The Scandal of Service
- Becoming Human
- Door of Hope
- Seeing Beyond Depression
- Made for Happiness, Discovering the Meaning of Life with Aristotle
- Drawn into the Mystery of Jesus through the Gospel of John
- Finding Peace
- Befriending the Stranger
- From Brokenness to Wholeness
- Welcoming “the Other”
- Oses-tu croire à l’Amour?